# Добычин, Леонид Иванович
Леони́д Ива́нович Добы́чин (5 [17] июня 1894, Люцин, Витебская губерния, Россия — после 28 марта 1936, Ленинград [?], СССР) — русский советский писатель.

## Биография
Родился в семье уездного врача Ивана Андриановича Добычина (1855—1902), в 1896 году переведённого на службу в Двинск (ныне Даугавпилс). Мать будущего писателя, Анна Александровна, окончила Петербургский повивальный институт и была известной в Двинске акушеркой. У Леонида было два младших брата и две сестры.
Учился в Двинском реальном училище. В 1911 году поступил на экономическое отделение Санкт-Петербургского политехнического института. В 1916—1917 годах заведовал Статистическим бюро по делам бумажной промышленности в Петрограде. 21 июня 1917 года Добычин подал прошение об отчислении из института. В 1918 году переселился в Брянск вместе с семьёй. Там он сначала работает учителем на курсах для переэкзаменующихся, затем статистиком-экономистом в Губстатбюро и других учреждениях города.
К осени 1925 года относится первая неудачная попытка Добычина переселиться в Ленинград. В это время он знакомится с семьёй Чуковских, позднее в круг общения попадают также Слонимский, Гор, Каверин, Степанов, Рахманов, Тагер, Тынянов, Шварц, Шкапская и Эрлих.
Последняя прижизненная книга Добычина «Город Эн» (М., 1935) не привлекла внимания цензоров, хотя именно она послужила поводом разнузданной травли писателя на состоявшейся в Ленинграде в конце марта — начале апреля 1936 года литературной дискуссии «О борьбе с формализмом и натурализмом».

### Исчезновение
Посередине дискуссии, после погромного собрания 25 марта 1936 года в Ленинградском Союзе писателей Добычин исчез: скорее всего, он покончил жизнь самоубийством, хотя документально это не доказано. 26 марта писателю позвонил Вениамин Каверин:

На следующий день я позвонил ему, и разговор начался, как будто ничего не случилось. Всё же он хотел — и это почувствовалось, — чтобы речь зашла о вчерашнем вечере, и я осторожно спросил, почему он ограничился одной фразой.
— Потому что я маленького роста, и свет ударил мне прямо в глаза, — ответил он с раздражением.
Он говорил о лампочках на кафедре, поставленных так, чтобы освещать лицо докладчика.
Потом мы замолчали, и в трубке послышалось нервное дыхание. В его манере держаться всегда чувствовалось напряжение, как будто изо всех сил он удерживал рвавшуюся из него прямоту. Так было и в этом разговоре. Он хрипло засмеялся, когда я с возмущением сказал что-то о Добине и Берковском, и саркастически заметил:
— Они были совершенно правы.
Мы простились спокойно. Мне и в голову не пришло, что я в последний раз услышал его голос.
— Вениамин Каверин. Эпилог. — М.: Русская книга, 2002. — С. 204.

## Творчество
Дебютировал в 1924 году рассказами в ленинградском журнале «Русский современник». В сборниках рассказов «Встречи с Лиз» (1927), «Портрет» (1931) изображается столкновение «бывшего» мира с послереволюционной действительностью; новеллам свойствен антипсихологизм, лирический подтекст. В романе «Город Эн» (1935) основой повествования являются воспоминания героя о детстве.
Переиздавать писателя начали только после начала перестройки, в 1989 году.
За всё время Л.Добычин создал около двадцати пяти произведений, включая одну повесть «Шуркина родня» и роман.

## Образ Добычина в художественной литературе
В 2012 году писатель Олег Юрьев опубликовал «Неизвестное письмо писателя Л. Добычина Корнею Ивановичу Чуковскому», представляющее альтернативную версию событий, последовавших за исчезновением Добычина в 1936 году. Согласно этой «найденной рукописи», Добычин, разыграв самоубийство, устроился под другим именем на работу в колхоз «Шушары», войну провёл под оккупацией в Пушкине, незадолго до конца был вывезен немцами, после войны отбыл срок в Экибастузе и снова вернулся на работу в колхоз «Шушары».
Добычин также многократно упоминается в романе Дмитрия Данилова «Описание города», правда, имя его не называется, а он фигурирует в тексте романа как «выдающийся русский писатель, живший в доме 47 по улице, названной в честь одного из месяцев».

## Память

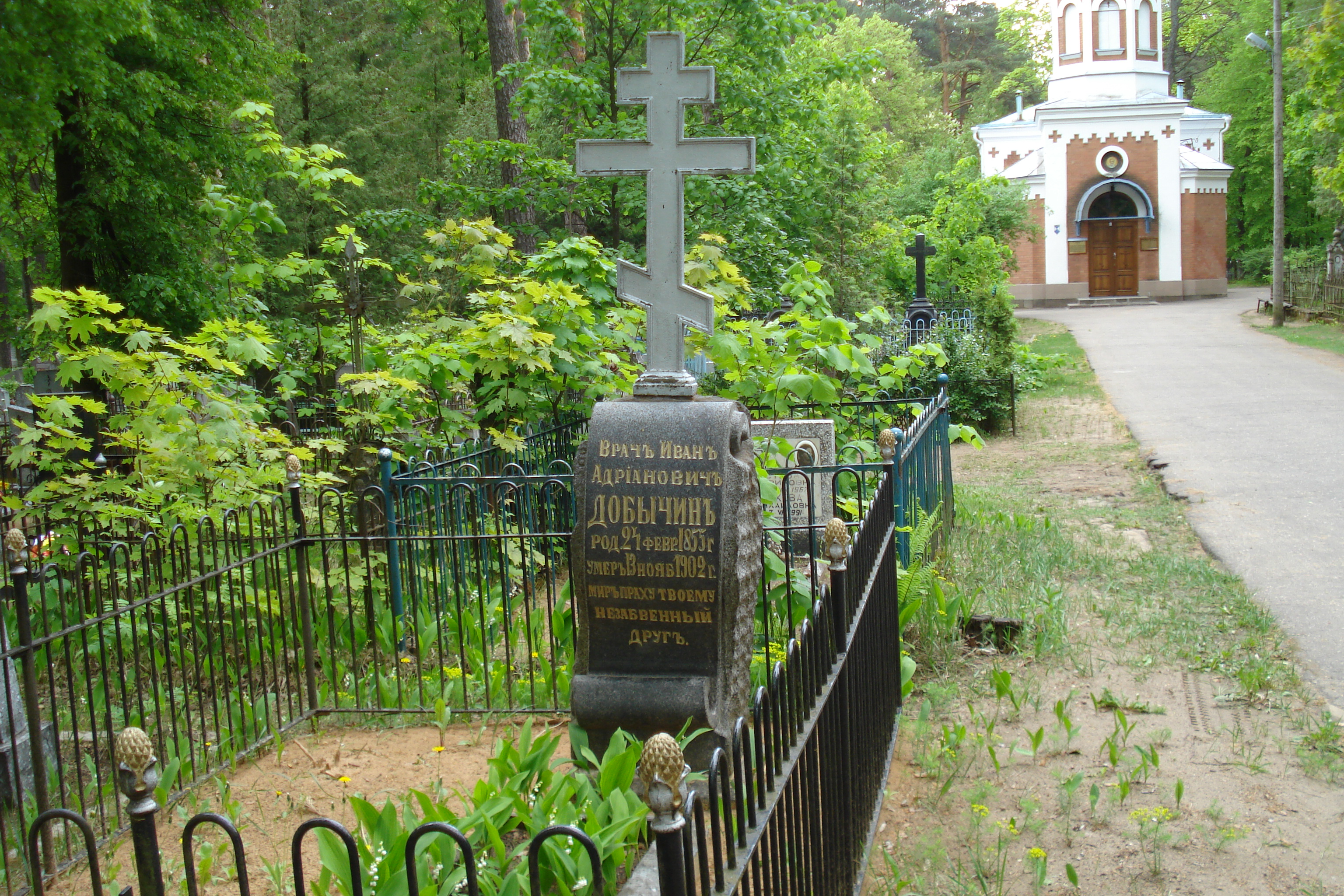
Могила отца писателя на православном кладбище Даугавпилса

- С 1991 года в Даугавпилсе местный университет проводит ежегодные «Добычинские чтения» — научные конференции, посвящённые творчеству писателя[10][11][12].
- 2 сентября 2012 года на православном кладбище Даугавпилса был открыт кенотаф Леониду Добычину, установленный у могилы его отца[13][14][15].
- 17 июня 2014 года у символической могилы прошло празднование 120-летия со дня рождения Леонида Добычина.
- 27 декабря 2016 года на фасаде дома № 49 по Октябрьской улице в Брянске, рядом с несохранившимся домом, где Добычин проживал с 1927 по 1934 год, была установлена памятная доска[16].

### Произведения
- Встречи с Лиз (сборник рассказов, 1927)

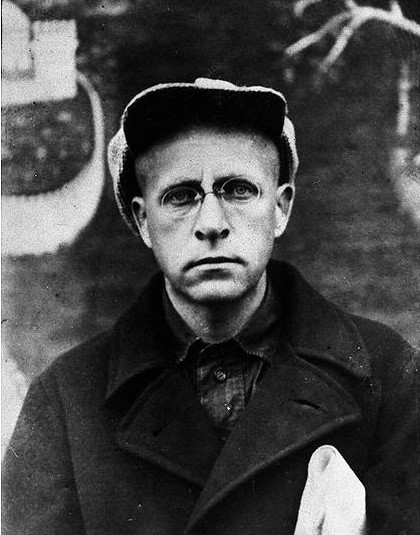
Добычин в 20-е годы

- Портрет (сборник рассказов, 1931)
- Город Эн (роман, 1934)
- Шуркина родня (повесть, 1936)

### Издания
- Встречи с Лиз. — Л.: Мысль, 1927. — 93 с.
- Портрет. — Л.: Изд. писателей в Ленинграде, 1931. — 108 с.
- Город Эн. — М.: Советский писатель, 1935. — 141 с.
- Избранная проза: в 2 т. — Нью-Йорк, 1984.
- Город Эн: рассказы / Подгот. и вступ. ст. Виктора Ерофеева. — М.: Художественная литература, 1989. — 222 с. — (Забытая книга).
- Расколдованный круг: Василий Андреев, Николай Баршев, Леонид Добычин. — Л.: Советский писатель, 1990. — (Наследие).
- Город Эн // Трудные повести: 30-е годы. — М.: Молодая гвардия, 1992.
- Полное собрание сочинений и писем. — СПб.: Журнал «Звезда», 1999. — 544 с.
- Город Эн: роман, повести, рассказы, письма. — М.: Эксмо, 2007. — 448 с. — (Русская классика XX века).
- Город Эн. — Daugavpils: Daugavpils Universitātes Akadēmiskais apgāds «Saule», 2007. — (Bibliotheca Latgalica). — ISBN 978-9984-14-354-5.
- Полное собрание сочинений и писем. — СПб.: Журнал «Звезда», 2013.